# 塔纳米沙漠
塔奈米沙漠（Tanami）是澳洲北部的一個沙漠。大部份橫亙於北領地中部，小部份伸入西澳大利亞州。